# Vidar

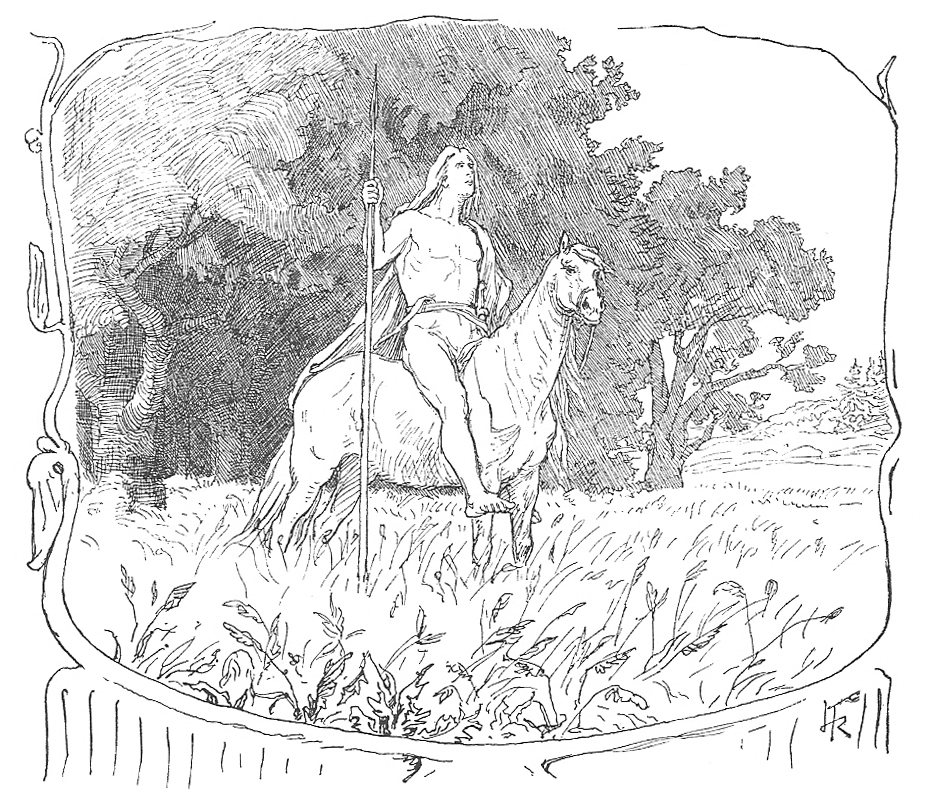
Widar – Zeichnung von Lorenz Frølich (1820 – 1908), Erstveröffentlichung 1895

Vidar (auch Widar, isländisch Viðar, anord. Víðarr – „der weithin Herrschende“, oder zusammengesetzt aus den anord. Wörtern víðr = Wald und arr = Krieger; also „Krieger des Waldes“) ist in der nordischen Mythologie ein Gott des Göttergeschlechts der Asen. Er ist ein Sohn des Gottes Odin und der Riesin Grid und trägt in der Dichtung den Beinamen der schweigsame Ase. In der Ragnarök soll er Odins Tod durch den Fenriswolf rächen und als einer von wenigen Göttern die Schlacht überleben. Vidar wird in der Snorra-Edda und der Lieder-Edda beschrieben.

## Mythen
Vidar ist den Asen stets eine gute Stütze und der Einzige, der von Lokis hetzenden Reden in der Halle Ägirs verschont blieb. Nach Thor ist Vidar der stärkste Ase. In der Endzeitschlacht Ragnarök rächt er seinen Vater Odin, indem er dem Fenriswolf mit einem besonderen Lederschuh in den Rachen tritt und ihm das Maul entzweireißt.
Alsbald kehrt sich Vidar gegen den Wolf und setzt ihm den Fuß in den Unterkiefer.
An diesem Fuß hat er den Schuh, zu dem man alle Zeiten hindurch sammelt,
die Lederstreifen nämlich, welche die Menschen von ihren Schuhen schneiden, wo die Zehen und Fersen sitzen.
Darum soll diese Streifen ein jeder wegwerfen, der darauf bedacht ist, den Asen zu Hilfe zu kommen.
Mit der Hand greift Widar dem Wolf nach dem Oberkiefer und reißt ihm den Rachen entzwei und das wird des Wolfes Tod.
Aus Gylfaginning 51. (Snorra-Edda)
In der Völuspá tötet Vidar den Wolf jedoch, indem er ihm mit seinem Schwert ins Herz sticht. Er überlebt mit Wali, Magni, Modi, Balder und Hödur die Endzeitschlacht Ragnarök und soll mit ihnen eine neue Welt aufbauen. In der Snorra-Edda wird Vidar als „Sohn des Odin“, „Träger des Eisenschuhes“,  „Gegenspieler und Töter des Fenriswolfs“, „Götters rächender Ase“ und „der schweigende Gott“ bezeichnet. Einige Theorien wurden aufgestellt, dass seine Schweigsamkeit ein Akt der Rache sein könnte.
Sein Wohnsitz heißt Landvidi („Weites Land“) oder auch nur Vidi („Weite“) und ist von hohem Gras und Gesträuch überwachsen.

## Brauchtum
Aus der Beschreibung Snorris geht ein möglicher Brauch hervor, dass man Vidar in früheren Zeiten die abgeschnittenen Lederstreifen der Schuhe opferte. Eine Analogie dazu besteht in dem ebenfalls mit dem Ragnarök verbundenen Schiff Naglfar, das aus den Nägeln der Toten gemacht ist. Ansonsten ist über Vidar außerhalb der Edda nichts bekannt. Aufgrund von (vor allem namentlichen) Parallelen zum Heiligen Vitus ist ihm im germanischen Neuheidentum der mit den Bräuchen zur Sommersonnenwende in Verbindung stehende Veitstag am 15. Juni gewidmet.